# Oman na Mistrzostwach Świata w Lekkoatletyce 2019
Oman na Mistrzostwach Świata w Lekkoatletyce 2019 – reprezentacja Omanu podczas mistrzostw świata w Doha liczyła tylko jednego zawodnika, biegacza Mohammeda Al-Suleimani.

## Skład reprezentacji

### Mężczyźni
| Zawodnik              | Konkurencja   | Eliminacje | Eliminacje | Półfinał | Półfinał | Finał | Finał   |
| Zawodnik              | Konkurencja   | Wynik      | Pozycja    | Wynik    | Pozycja  | Wynik | Pozycja |
| --------------------- | ------------- | ---------- | ---------- | -------- | -------- | ----- | ------- |
| Mohammed Al-Suleimani | Bieg na 800 m | 1:50.91    | 40.        | NQ       | NQ       | NQ    | NQ      |